# Zakrzówek-Kolonia
Zakrzówek-Kolonia – wieś w Polsce położona w województwie mazowieckim, w powiecie zwoleńskim, w gminie Kazanów.Ma status sołectwa.
| SIMC    | Nazwa   | Rodzaj    |
| ------- | ------- | --------- |
| 0626461 | Szczyna | część wsi |

W latach 1975–1998 miejscowość administracyjnie należała do województwa radomskiego.
Wierni Kościoła rzymskokatolickiego należą do parafii Zwiastowania Najświętszej Maryi Panny w Odechowie.